# Prunkgrab von Hiddestorf

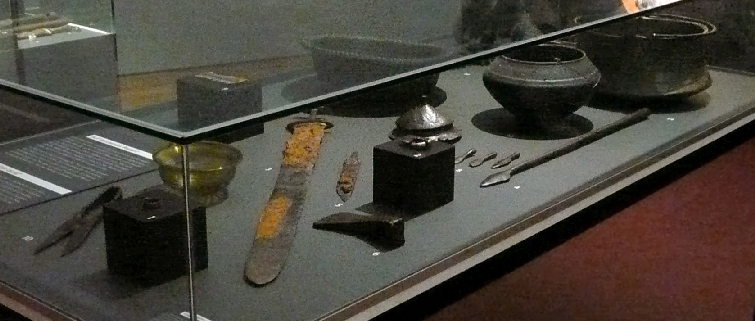
Grabinventar des Prunkgrabs von Hiddestorf

Das Prunkgrab von Hiddestorf ist die Grablege eines Kriegers der merowingerzeitlichen Oberschicht aus der Zeit um das Jahr 530 in Hiddestorf in der Calenberger Lößbörde südlich von Hannover. Es ist das zentrale Grab eines kleinen Gräberfeldes mit fünf Körper- und einer Pferdebestattung. Der Bestattungsplatz wurde im Jahr 2012 bei archäologischen Untersuchungen in einem Neubaugebiet entdeckt.

## Lage
Das Prunkgrab fand sich im heutigen Hiddestorf südwestlich von Hannover. Es lag innerhalb der Calenberger Börde als einer seit der Jungsteinzeit intensiv genutzten Altsiedellandschaft, die von der überregionalen Ost-West-Verbindung des Hellweges vor dem Santforde durchzogen wird. Innerhalb des heutigen Ortes Hiddestorf liegt der Bestattungsplatz am Ortsrand nördlich des Bachs Arnumer Landwehr. Im näheren Umfeld wurden bei Ausgrabungen auf einer drei Hektar großen Fläche etwa 1600 Befunde  eines Siedlungsplatzes dokumentiert. Überwiegend handelte es sich um  Pfostengruben, Gebäudegrundrisse von Langhäusern und kleineren Pfostenbauten sowie über 80 Brunnen und Gruben als Wasserentnahmestellen. Die Zeitstellungen umfassen die Bronzezeit, die Eisenzeit, die Römische Kaiserzeit sowie die Völkerwanderungszeit bis zur Merowingerzeit.
Das Grab lag etwa 100 Meter westlich der Siedlung innerhalb eines kleinen Gräberfeldes mit vier weiteren Bestattungen aus der Merowingerzeit.

## Hauptbestattung
Der Verstorbene, ein Mann hohen Alters, war in einem Kistensarg innerhalb eines Holzkammergrabes bestattet worden. In seiner Brust fanden sich Eisenreste, die von einer eingedrungenen Pfeilspitze herrühren können. Die Grabstelle war obertägig mit einem Rechteckgraben markiert. Im Graben fanden sich Reste einer Palisade, mit der die Grabstelle ringsherum eingezäunt war. Das Grab war mit reichen Grabbeigaben ausgestattet worden. Im Sarg fanden sich Teile der persönlichen Ausstattung, wie Kamm, Schere und Pinzette. Weitere Beigaben sind zum Teil im Sarg und größere Beigaben vor allem im Freiraum des Holzkammergrabes deponiert. Dazu zählen die vollständige Bewaffnung, Keramikgefäße aus lokaler Produktion sowie mit fränkischen Importwaren. Die Bewaffnung bestand aus dem Schild, einer Lanze, drei Pfeilspitzen, einer Franziska sowie Spatha und Sax. Die Keramikgefäße, darunter Töpfe und Kümpfe, weisen überwiegend regionalen Charakter auf. Ein besonderes Keramikstück ist eine einglättverzierte thüringische Drehscheibenschüssel. Gefäße aus Buntmetall befanden sich in der Grabausstattung als Perlrandbecken und Vestlandkessel. Ein Glasgefäß war eine unbeschädigt erhaltene Glasschale vom Typ Irmlauth, die sich in das erste Drittel des 6. Jahrhunderts datieren lässt. 

### Nebenbestattungen
Das Holzkammergrab nahm eine zentrale Position auf dem Bestattungsplatz ein. In seiner Achse befanden sich westlich in einer Entfernung von 18 Metern vier weitere Gräber. In ihnen wurden ebenfalls Männer bestattet, deren Beigaben mit einzelnen Keramikgefäßen, einem Beil und einem wertvollen Glasgefäß insgesamt weit bescheidener waren. Eines der Gräber war, wie das Holzkammergrab, obertägig mit einer Palisade ringsherum eingezäunt. Bei zwei Bestatteten gibt es Anhaltspunkte für einen gewaltsamen Tod. Bei einem Individuum fehlt der Schädel und bei einem anderen lag er versetzter Stelle, was auf ein Enthaupten deutet.  
In der Achse des Holzkammergrab befand sich östlich in einer Entfernung von 9 Metern in einer hölzernen Kammer eine Pferdebestattung, die sich der Grablege des Kriegers zuordnen lässt. Bei dem Tier handelte es sich um einen vergleichsweise großen Hengst mit einer Widerristhöhe von 1,41 Meter. Da das Pferd mit 15 Jahren verhältnismäßig alt war und hinkte, ist es fraglich, ob es das Reitpferd des Kriegers war.

## Forschungsgeschichte
Im Jahr 2008 kam es bei der Erschließung eines Neubaugebietes am nördlichen Ortsrand von Hiddestorf zu archäologischen Maßnahmen durch das Niedersächsische Landesamt für Denkmalpflege. Ausschnitthaft wurde auf zwei Hektar Fläche eine frühere Siedlung untersucht, die anhand des Fundmaterials von der vorrömischen Eisenzeit bis etwa in das 5. Jahrhundert durchgehend Bestand hatte. Bei der Ausweitung des Neubaugebietes wurden 2012 die Ausgrabungen auf einer Fläche von drei Hektar durch ein Grabungsunternehmen unter Leitung der Kommunalarchäologie der Region Hannover fortgeführt.
Bei den fünf Bestattungen kam es teilweise zu Blockbergungen. Unterstützend bei der Freilegung und Bergung sowie den weiteren Maßnahmen, wie Funduntersuchungen, Konservierung und Restaurierung, waren das Niedersächsische Landesamt für Denkmalpflege und das Niedersächsische Landesmuseum Hannover, wo auch die Fundstücke ausgestellt sind.

## Untersuchungen
Die Grabfunde wurden umfangreichen Untersuchungen unterzogen. Dazu gehörte eine Sauerstoffisotopen- und Strontiumisotopenanalyse bei den Skeletten von drei Individuen, um Erkenntnisse über die Herkunft sowie Mobilität der Bestatteten zu erlangen. Trotz einer gewissen Mobilität zu Lebzeiten ist bei ihnen von einem lokalen Bezug auszugehen.
Anhand der Beigaben ließ sich die Grablegung des Prunkgrabes in die Zeit um 530 n. Chr. datieren.

## Bedeutung
Anhand der Grabbeigaben sowie der C14-Datierungen handelt es sich um eine frühmerowingerzeitliche Bestattungsgruppe, die Archäologen als einzigartig in Nordwestdeutschland bewerten. Dies gründet sich auf der Bestattungsform durch unverbrannte Leichname, die Grabform des Prunkgrabes als aufwändig gestaltetes Holzkammergrab, dessen obertägige Grabmarkierung durch einen Rechteckgraben mit Holzpfosten sowie die reichlichen Grabbeigaben. Die Grabbeigaben deuten auf weitreichende Verbindungen des Trägers in Europa und seine Zugehörigkeit zu einer herausgehobenen Schicht. Bei einigen der Bestatteten gibt es Hinweise auf einen gewaltsamen Tod. Das Grabensemble könnte daher das Ergebnis eines besonderen Ereignisses, wie Krieg oder Fehde, gewesen sein. 
Aufgrund der Besonderheit der Bestattungen durch ihre planmäßige Anlage, ihren kriegerischen Eindruck, ihre Gleichzeitigkeit und der Zeitpunkt der Niederlegungen um 530 n. Chr. führten zu Überlegungen, ob sie mit der Schlacht an der Unstrut von 531 n. Chr. in Zusammenhang stehen.